# Войнилович, Эдвард
Эдва́рд Анто́ний Леона́рд Войнил(л)о́вич (бел. Эдвард Антоні Леанард Вайніловіч, пол. Edward Antoni Leonard Wojniłłowicz; 13 октября 1847, Слепянка, около Минска, Российская империя — 16 июня 1928, Быдгощ, Республика Польша) — белорусский и польский политический и общественный деятель конца XIX — начала XX веков, инициатор строительства костёла св. Симона и Елены в Минске.

## Биография

### Родословная
Представитель древнего польского шляхетского рода Войниловичей (собственного, немного изменённого герба Сырокомля). Родился 13 октября 1847 года под Минском (деревня Слепянка) в имении родителей его матери Эдварда и Михалины Монюшко — Ваньковичей. Родители (Адам Войнилович и Анна Ванькович) жили в родовом имении Савичи (Копыльский район). Исторически Войниловичам принадлежали большие земельные владения в Новогрудском воеводстве, главным поместьем были Савичи, принадлежавшие им с XVII века.

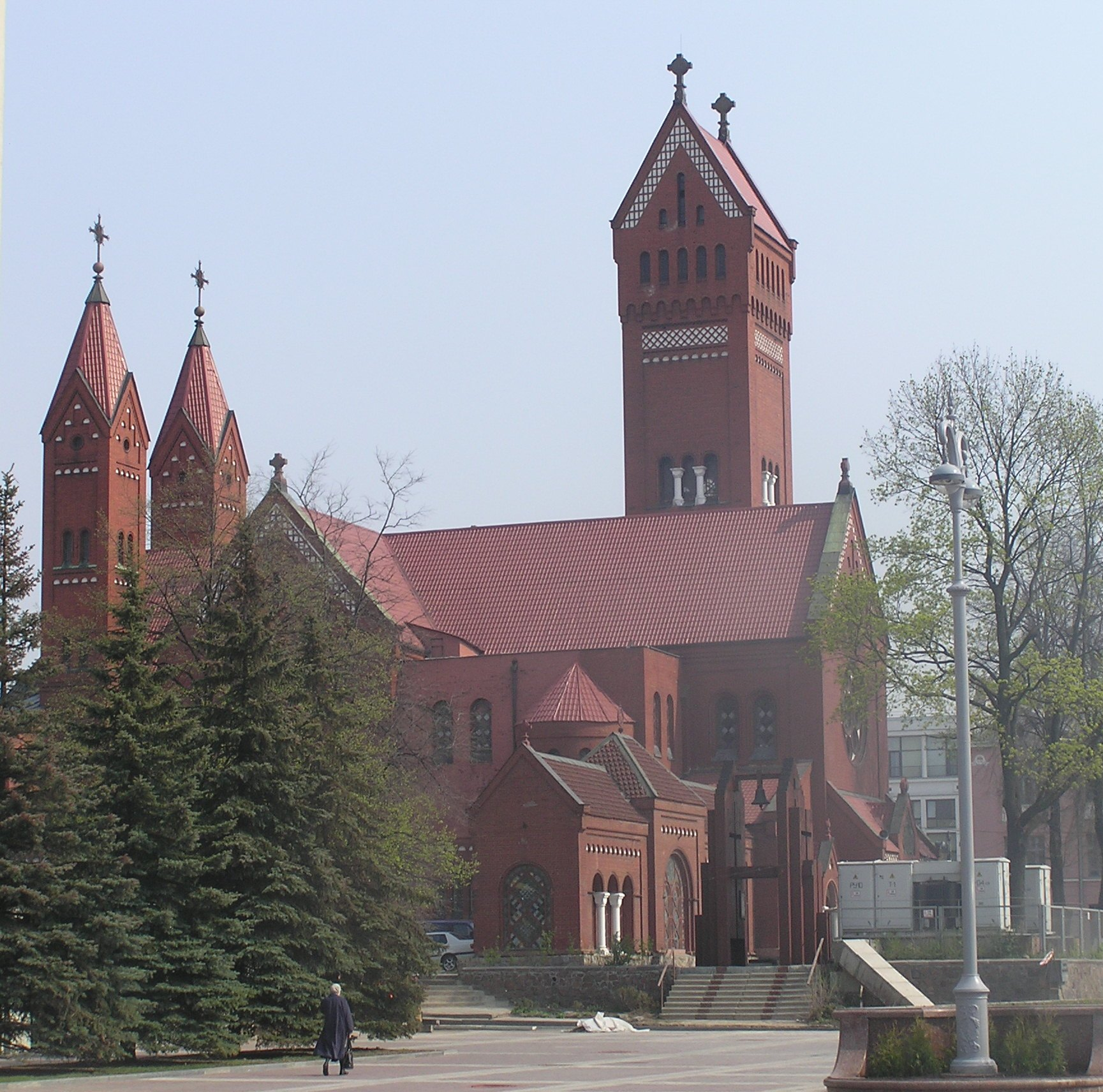
Костёл святых Симона и Елены

### Образование и профессиональная деятельность
С медалью окончил Слуцкую гимназию (1861). В 1865 году поступил в Петербургский императорский технологический институт, который окончил в 1869 году. В 1872 году стал слушателем Сельскохозяйственной академии в Прушкове (Польша). Стажировался на заводах Германии и Бельгии, позднее работал инженером-технологом на Путиловском заводе в Петербурге.
После смерти отца переехал в Савичи, где занимался организацией сельскохозяйственного труда на основе новейших достижений в этой области. В 1883 году был назначен почётным мировым судьей Слуцкого уезда, а в 1888 году избран вице-председателем Минского Общества Сельского Хозяйства.
Трижды избирался в российскую Государственную Думу. В 1906 году — член Государственного Совета России от Минской губернии. Отказался от предложенной П. А. Столыпиным должности товарища (заместителя) министра земледелия Российской империи.

### Награды
- 1882 год — орден святого Станислава 3 степени.
- 1886 год — орден святой Анны 3 степени.
- 1894 год — орден святого Станислава 2 степени.
- 1898 год — орден святой Анны 2 степени.
- 1902 год — орден святого Владимира 4 степени.

### Личная жизнь и общественная деятельность
В 1882 году женился на Оле Узловской. В семье родилось двое детей — Елена (1884—1903) и Симон (1885—1897). Их преждевременная смерть стала для Эдварда Войниловича большой трагедией. В память о своих детях он решил соорудить на собственные деньги на тогдашней окраине Минска костёл. Строение костёла святых Симона и Елены в Минске (также известного как красного костёла) завершилось в 1910 году.
Выступал спонсором не только костёлов, но и православных церквей: в деревне Мокраны возвел православную Георгиевскую церковь, а рядом, недалеко — католический костёл.
Симпатизировал белорусскому движению, финансово поддерживал его, но будучи помещиком, не мог поддерживать те левые взгляды, преобладавшие в белорусском движении того времени.

Владея белорусским языком в той же степени, как и польским, и постоянно употребляя его в отношениях с моими работниками, занимающимися сельским хозяйством, в течение десятилетий я был в постоянном контакте со всеми проявлениями белорусского движения, вначале в Минске, где приходилось встречаться с Луцкевичем и Костровицким (увечным), а затем в Вильнюсе и Петербурге — с Ивановским, Шипилло. Изо всех белорусских объединений, принимая в них участие материально, я, в конце концов уходил, так как их деятельность, которая начиналась с самопознавания и национального возрождения («Лучынка», «Саха», «Загляне сонца і ў наша аконца» и т. д.) обычно в конце приобретала социалистическое направление, которое претило всем моим убеждениям и с которым я не мог согласиться.— Воспоминания Эдварда Войниловича

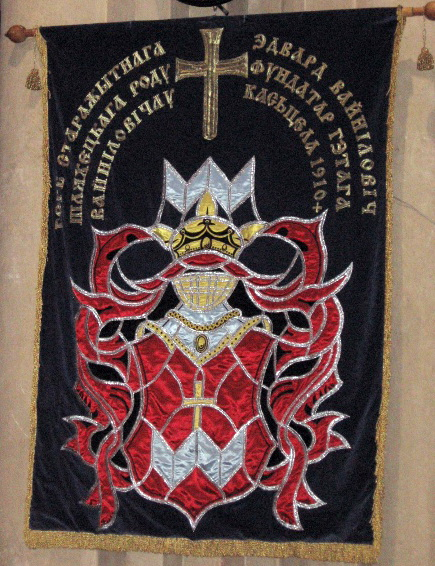
Герб Войниловичей (в Красном костёле)

В 1917 году работал в земских организациях вместе с деятелями белорусского движения А. Смоличем и Р. Скирмунтом, поддерживал образование Белорусской Народной Республики (БНР). Участвовал в заседаниях Рады БНР.
В 1918 году в условиях немецкой оккупации от имени местных помещиков выступил с планом восстановления Великого княжества Литовского. Создал «Союз помещиков Минской губернии». В декабре 1918 году выехал в Варшаву, был одним из организаторов «Союза поляков из белорусских окраин», который в январе 1919 года предложил установить границу Польской Республики к Днепру и Западной Двине. В апреле 1919 года участвовал в преобразовании «Союза помещиков Минской губернии» в «Союз помещиков Литвы и Беларуси в Варшаве». В мае 1919 года вместе с В. и Л. Дубейковскими создал в Варшаве «Польско-белорусское общество для культурного и политического сотрудничества в Беларуси». В конце августа 1919 года выехал в Минск, в сентябре вернулся в поместье Савичи. Продолжал общественную деятельность в Слуцке, выезжал в Минск и Варшаву. В это время был сторонником независимой Беларуси в союзе с Польшей, выступал против раздела Беларуси поляками и большевиками.
Белорусский съезд Слуцка, который поднял Слуцкое восстание, проходил 14 и 15 ноября 1920 года в доме Эдварда Войниловича в Слуцке.
14 ноября 1920г. поддержал роспуск Рады БНР Булак-Балаховичем, и провозглашение Белорусского государства. Вошел в состав нового временного правительства Беларуси.

### Изгнание
Военное лихолетье, Октябрьский переворот и Советско-польская война стали для Эдварда Войниловича тяжёлым временем. 19—21 февраля 1918 года революционные солдаты и подстрекаемые большевиками крестьяне окрестных деревень совершили погром Савичей — родовой усадьбы Войниловичей.

<…> было уничтожено всё культурное наследие одиннадцати поколений. Безвозвратно потеряно то, что было собрано с середины XVI в. в виде инвентаря, портретов, предметов искусства и т. д., а самое главное — в форме документов, систематизированных и упорядоченных так, как делалось в самых известных национальных архивах.— Воспоминания Эдварда Войниловича
После отхода Слуцка под контроль большевиков Эдвард Войнилович покинул белорусские земли и переехал в польский город Быдгощ. Здесь он построил большой дом для детей-сирот, брошенных и беспризорных, и до конца своей жизни содержал его.
Эдвард Войнилович умер в Быдгоще 16 июня 1928 года и был похоронен на местном кладбище. На надгробным памятнике поместили надпись: «Изгнанный из своей земли Рижским договором, я вынужден был ходить по чужим полям».

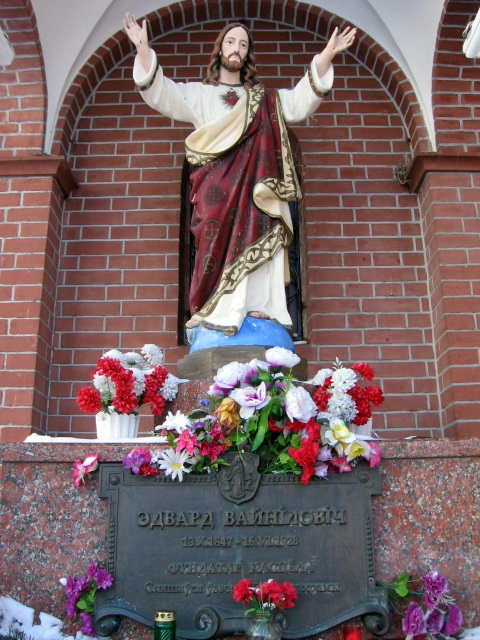
Место захоронения Эдварда Войниловича у Красного костёла

## Возвращение в Беларусь
В 2006 году с разрешения церковных властей, министерств иностранных дел Беларуси и Польши останки Эдварда Войниловича были перевезены из Быдгоща в Минск. 11 июня 2006 года состоялось их торжественное перезахоронение у костёла святых Симона и Елены на площади Независимости в Минске.
В 2007 году костёльная община обратилась к минским городским властям с предложением переименовать улицу Берсона, которая проходит рядом с костёлом, в улицу Эдварда Войниловича. В сентябре 2008 года улица была переименована, однако Коммунистическая партия Беларуси выразила протест по этому поводу, и вскоре Министерство юстиции отменило решение Мингорисполкома.
Помня о моральных и человеческих качествах Эдварда Войниловича, Католическая церковь в Беларуси готовит документы для его беатификации. Беатификационный процесс стартовал в Минске в апреле 2016 года.
27 июня 2017 года скверу за костёлом св. Симона и Елены было присвоено имя Эдварда Войниловича.

## Книги
- Войнилович Э. Воспоминания: Пер. с польск. / Общ. ред. В. Завальнюка. — Минск: Издание Минской римо-католической парафии св. Симона и Елены, 2007. — 380 с. — 250 экз.
- Woyniłłowicz E. Wspomnienia, 1847—1928. — Wilno: Komitet Uczczenia s. p. E. Woyniłłowicza, 1931. — 365 s. (пол.)
- Хмялеўская, Г. Церні Крэсаў : аповесць пра Эдварда Вайніловіча і яго сям’ю / Гізэля Хмялеўская. — Мінск : Выдавец Віктар Хурсік, 2015.